# Jan van Eyck
Jan van Eyck (ali Johannes de Eyck) (nizozemsko: Jɑn vɑn ɛjk), * pred okoli 1390 - † pred okoli 9. julij 1441) je bil flamski, (staronizozemski) slikar aktiven predvsem v mestu Brugge in na splošno velja za enega najpomembnejših severnoevropskih renesančnih slikarjev 15. stoletja.
Mnogi ga imenujejo začetnik nizozemske slikarske šole, razvil je slog z do skrajnosti privedenimi detajli oz. izjemno natančnostjo, njegova spretnost pri izkoriščanju slikarske tehnike z oljnimi barvami je bila vrhunska. Bil je eden prvih, ki je to tehniko polno izkoristil in bil v njej neprekosljiv. Ker je bil izobražen, je bil tudi mojster ikonografije.

## Življenje in delo
Tistih nekaj dostopnih podatkov kaže, da je bil rojen okoli leta 1390 najverjetneje v kraju Maaseik (danes belgijska provinca Limburg). Dela, ki jih dokončal z bratom Hubertom van Eyckom (umrl 1426) in tistimi, podpisanimi z G (verjame se, da to pomeni Jan) je iluminiran rokopis Torinsko-Milanski horarij ter le okoli 23 ohranjenih del, ki so mu zagotovo pripisana, od tega deset, tudi oltar v Gentu, ki so podpisana in datirana.
Malo je znanega o njegovi mladosti, a se pojavi na seznamu slikarjev na dvoru Filipa Dobrega okoli leta 1425 in od tega trenutka dalje je njegova dejavnost na dvoru razmeroma dobro dokumentirana. Van Eyck je prej služil Janezu III., vojvoda Bavaria - Straubing in grof Holland, Zeeland and Hainault. V tem času si je van Eyck uredil delavnico in delal na preurejanju palače Binnenhof v Haagu. Po Janezovi smrti leta 1425 se je preselil v Brugge in si pridobil naklonjenost Filipa Dobrega. Bil je dvorni umetnik in diplomat in postal višji član slikarskega ceha Tournai, kjer je užival v družbi podobno cenjenih umetnikov, kot sta Robert Campin in Rogier van der Weyden. V naslednjem desetletju se je van Eyckov ugled in tehnična usposobljenost povečala predvsem z inovativnimi pristopi pri ravnanju in manipuliranju z oljnimi barvami. Njegov revolucionarni pristop do oljnih barv je bil tako izjemen, da je italijanski biograf Giorgio Vasari zapisal, da je Jan van Eyck izumil oljno sliko. Danes velja ta trditev za napačno - bil je le prvi, ki je tehniko res obvladal.

### Zgodnje življenje
Niti datum niti kraj rojstva Jana van Eycka nista dokumentirana. Prvi zapis njegovega življenja prihaja iz dvora Janeza III. Bavarskega v Haagu, kjer so bila opravljena plačila Meyster Jan den malre (Mojster Jan slikar) med letoma 1422 in 1424, ki je potem postal dvorni slikar z nazivom valet de chambre z najmanj enim do dvema pomočnikoma. Za vladarja je opravljal pomembne naloge, vladar mu je zaupal. To pomeni, da je datum rojstva najkasneje 1395. Vendar pa je njegova očitna starost na verjetnem avtoportretu iz leta 1433 (London) kaže, da je datum bližje 1380. Ob koncu leta 1500 je bilo ugotovljeno da je bil rojen v Maaseik v škofiji Liège. Ta trditev še vedno velja za verodostojno iz etimoloških razlogov, če se upošteva njegov priimek Eyck. Trditev je podprta z dejstvom, da je živela njegova hči Lievine v samostanu v Maaseiku po očetovi smrti. Ni znano, kje se je izobraževal, a njegova uporaba grščine in hebrejščine v številnih napisih na njegovih delih kaže, da je bil klasično izobražen. Iz grba na njegovem nagrobniku je razbrati, da je izhajal iz nižjega plemstva.
Jan van Eyck je pogosto povezan z bratom slikarjem Hubertom van Eyckom. Eno najbolj znanih del Jana van Eycka, oltarna slika Čaščenje mističnega jagnjeta iz katedrale Sint Baafskatedraal v Gentu, je verjetno nastala v sodelovanju obeh; začel leta 1420 Hubert in končal leta 1432 Jan. Danes je težko določiti, kateri od angelov in svetnikov, romarjev in drugih likov je naslikal kateri od obeh slikarjev. Še en brat Lambert je omenjen v burgundskih dvornih dokumentih in domnevajo, da je bil tudi slikar in da bi lahko nadzoroval zaprtje delavnice Jana van Eycka v Bruggeu. Še za enega pomembnega a precej mlajšega slikarja, ki je deloval v južni Franciji, Barthélemy van Eyck, domnevajo, da je bil povezan z njimi.
Van Eyck je pogosto mislil, da bo ostal anonimen avtor znan s podpisom G v iluminiranem rokopisu Torinsko-milanski horarij. Če je to res, je to delo edino znano delo iz njegovega zgodnjega obdobja. Večina teh miniatur je bilo uničenih v požaru leta 1904, ohranile so se le na fotografijah in kopijah.

### Obdobje zrelosti
Po smrti Janeza III. Bavarskega v letu 1425, van Eyck začne delati za močnega in vplivnega valoiškega kneza, vojvodo Filipa Dobrega Burgundskega. Eno leto je živel je v Lillu, nato pa se preselil v Brugge, kjer je živel do svoje smrti leta 1441. Številni dokumenti objavljeni v 20. stoletju govorijo o njegovem delu v službi Filipa Dobrega. V imenu vojvode so ga poslali na številne diplomatske misije. Delal je na več projektih, ki bi lahko pomenili več kot samo slikarstvo, kot na primer njegovo težavno potovanje v Lizbono skupaj s skupino, ki je bila namenjena pripravi poroke vojvode z Izabelo Portugalsko. Naloga van Eycka je bila naslikati nevesto, tako da bi si vojvoda lahko ustvaril sliko Izabele pred sklenitvijo zakonske zveze. Z izjemo dveh portretov Izabele Portugalske, ki jih je van Eyck naslikal na Filipov ukaz kot član delegacije v letih 1428-1429, je natančna narava teh del nejasna. Princesa verjetno ni bila posebej privlačna in Van Eyck jo je naslikal točno tako. Svoj model je pokazal kot dostojanstven, a ni skril pomanjkljivosti. Potoval je tudi v Španijo in v Sveto deželo. Od tu je potoval še v več krajev po Iberskem polotoku in obiskal vrsto vladarjev. 
Kot slikarja in valet de chambre (osebnega pomočnika), ga je vojvoda izjemno dobro plačal. Njegova letna plača je bila precej visoka in se je podvojila dvakrat v prvih nekaj letih, pogosto pa je dobil še posebne nagrade. Samo njegova plača je Jana van Eycka naredila za prvega nizozemskega slikarja, saj je bila za preživetje večina drugih slikarjev odvisna od posameznih naročil. Navedba, da je bil van Eyck v umetnosti izredno visoko cenjen je dokument iz leta 1435, v katerem je vojvoda zmerjal svoje finančnike da ne plačujejo slikarja, in češ da bi van Eyck zato lahko odšel in da potem nikjer ne bodo našli njemu enakega v »umetnosti in znanosti«. Vojvoda je bil tudi boter enega od van Eyckovih otrok in je podprl njegovo vdovo po slikarjevi smrti, leto kasneje pa pomagal eni od njegovih hčera s sredstvi potrebnimi za vstop v samostan.
Jan van Eyck je, poleg svojega dela na dvoru, delal slike tudi za zasebne naročnike. Najpomembnejša med njimi je oltarna slika v Gentu naslikana za Jodocusa Vijdtsa in njegovo ženo Elisabeth Borluut. Začel je delati pred letom 1426 in končal vsaj delno po 1432. Naslikal pa je tudi portret svoje žene Portret Margarete van Eyck, s katero se je poročil okoli 1432/1433.
Izjemno za tiste čase je bilo, da je van Eyck pogosto podpisal in datiral svoje slike. Njegov podpis ALS IK KAN  je vzet iz flamskega reka »Kar zmorem, ne kaj bi«. Prav zaradi njegove navade podpisovanja svojih del je njegov ugled preživel.
Jan van Eyck je umrl v Bruggu leta 1441 in je bil pokopan v cerkvi sv. Donatiana, ki je bila kasneje v času francoske revolucije uničena.

## Dela
Jan van Eyck je poleg dela na dvoru izdeloval tudi slike za zasebne stranke. Med njimi je predvsem Gentski oltar, naslikan za trgovca, finančnika in politika Jodocusa Vijdtsa in njegovo ženo Elisabeth Borluut. Poliptih, ki ga je začel delati pred letom 1426 in končal do leta 1432, predstavlja »končno osvojitev resničnosti na severu«, ki se od velikih del zgodnje renesanse v Italiji razlikuje po pripravljenosti, da se odreče klasični idealizaciji v korist zvesto opazovanje narave.
Čeprav je mogoče predvidevati - glede na povpraševanje in modo -, da je ustvaril številne triptihe, je preživel le Dresdenski triptih, čeprav so ohranjeni številni deli kril razstavljenih poliptihov. Kontrolni znaki so tečaji na originalnih okvirjih, usmerjenost portretiranca in roke v molitvi ali vključitev ikonografskih elementov v sicer na videz posvetnem portretu.
Samozavestno mu pripisujejo približno 20 ohranjenih slik, vse datirane med letoma 1432 in 1439. Deset, vključno z Gentskim oltarjem, so datirane in podpisane z različico njegovega gesla ALS ICH KAN. Leta 1998 je Holland Cotter ocenil, da je »samo dva ducata slik ... pripisanih ... z različno stopnjo zaupanja, skupaj z nekaj risbami in nekaj stranmi iz ... Torinsko-milanski horarij«. Opisal je »zapleteno razmerje in napetost med umetnostnimi zgodovinarji in muzeji pri dodeljevanju avtorstva. Od približno 40 del, ki so sredi 80-ih let veljale za originale, vodilni raziskovalci približno desetim danes močno pripisujejo delavnico«.

### Torinsko-milanski horarij: umetnik G
Od leta 1901 je Jan van Eyck pogosto pripisan kot anonimni umetnik, znan kot Umetnik G Torinsko-milanskega horarija. Če je to pravilno, so torinske ilustracije edina znana dela iz njegovega zgodnjega obdobja; po Thomasu Krenu so zgodnejši datumi za Umetnika G pred kakršno koli znano tablo v eyckovskem slogu, ki »sproža provokativna vprašanja o vlogi, ki jo je lahko imela iluminacija rokopisa pri hvaljeni verisimilnosti Eyckovega oljnega slikarstva«.
Dokazi za pripisovanje van Eycku deloma temeljijo na dejstvu, da čeprav so figure večinoma mednarodnega gotskega tipa, se ponovno pojavijo v nekaterih njegovih poznejših delih. Poleg tega obstajajo grbi, povezani z Wittelsbach, s katero je imel povezave v Haagu, medtem ko nekatere figure v miniaturah odmevajo s konjeniki v Gentskem oltarju.
Večino Torinsko-milanskega horarija je leta 1904 uničil požar in so ostanki preživeli le na fotografijah in kopijah; samo tri strani, ki jih pripisujejo Umetniku G so ohranjene, tiste z velikimi miniaturami Rojstva Janeza Krstnika, Najdba Pravega križa in Molitev mrtvim (ali Rekviem maše, latinsko Officium defunctorum) z miniaturami na spodnji strani in začetnice prvega in zadnjega od njih  Molitev mrtvim je pogosto videti kot spomin na Janovo  Madona v cerkvi (1438–1440). Leta 1904 so bili izgubljeni še štirje: vsi elementi strani z miniaturami, imenovanimi Molitev na obali (ali Vojvoda William Bavarski na morski obali, suverenova molitev itd.), in nočni prizor Izdaja Kristusa ( ki ga je Durrieu opisal kot 'obrabljenega' že pred požarom), Kronanje Device Marije in njen bas-de-page ter velika slika samo morske pokrajine Potovanje sv. Juliana in sv. Marte.

### Marijina ikonografija
Van Eyckova verska dela razen Gentskega oltarja predstavljajo Devico Marijo kot osrednjo figuro. Običajno sedi, s krono na glavi, posuta z dragulji in se igra z igrivim otrokom Jezusom, ki jo gleda in prime rob njene obleke na način, ki spominja na bizantinsko tradicijo ikone Eleusa ali glikofilusa (pomeni »tip nežne, intimne, materinske Marije«) (grško Ἐλεούσα – nežnost ali izkazovanje milosti) iz 13. stoletja. Včasih jo kaže ko bere Knjigo ur. Običajno je oblečena v rdeče. Leta 1432 v Gentskem oltarju Marija nosi krono, okrašeno s cvetjem in zvezdami. Oblečena je kot nevesta in bere iz molitvenika, ogrnjenega z zeleno krpo, morda element, izposojen iz Virgin Annunciata Roberta Campina. Tabla vsebuje številne motive, ki se kasneje spet pojavijo v kasnejših delih; je že nebeška kraljica, nosi krono, okrašeno z rožami in zvezdami. Van Eyck Marijo običajno predstavi kot privid, preden donator v molitvi poklekne ob strani. Zamisel o svetniku, ki se pojavi pred laikom, je bila pogosta pri portretih donatorjev severnih dežel tega obdobja. V sliki Devica in otrok s kanonikom van der Paeleom (1434–1436) se zdi, da se je kanonik le za trenutek ustavil, da bi razmislil o odlomku iz svoje ročne biblije, ko se pred njim pojavita Devica in otrok z dvema svetnikoma, kot da bi bili utelešenje njegove molitve.
Marijino vlogo v njegovih delih je treba gledati v kontekstu sodobnega kulta in čaščenja, ki jo obdaja. V začetku 15. stoletja je Marija postala pomembnejša kot priprošnjica med bogom in pripadniki krščanske vere. Koncept vic kot vmesnega stanja, skozi katerega mora prehajati vsaka duša pred sprejemom v nebesa, je bil na vrhuncu. Molitev je bila najočitnejše sredstvo za zmanjšanje časa v predpeklu, bogati pa so lahko naročali nove cerkve, prizidke k obstoječim ali pobožne portrete. Hkrati je prišlo do trenda k sponzoriranju rekviema maš, pogosto kot del pogojev oporoke, prakse, ki jo je Joris van der Paele aktivno sponzoriral. S tem dohodkom je cerkve obdaril z vezenimi oblačili in kovinskimi predmeti, kot so kelihi, krožniki in svečniki.
Eyck Mariji običajno daje tri vloge: Kristusova mati; poosebitev Ecclesia Triumphans (cerkveno zmagoslavno, ki ga sestavljajo tisti, ki imajo blaženo vizijo in so v nebesih); ali Nebeška kraljica.
Zamisel o Mariji kot prispodobi same Cerkve je še posebej močna na njegovih kasnejših slikah. V Madona v cerkvi prevladuje nad stolnico; njena glava je skoraj poravnana s približno šestdeset metrov visoko galerijo. Umetnostni zgodovinar Otto Pächt notranjost table opisuje kot »prestolno sobo«, ki jo zavije kot »torbico«. To izkrivljanje obsega najdemo na številnih drugih njegovih slikah Marije, vključno z Oznanjenjem. Njena monumentalna postava je izposojena iz del italijanskih umetnikov iz 12. in 13. stoletja, kot sta Cimabue in Giotto, ki pa odražajo tradicijo, ki sega v italijansko-bizantinski tip in poudarja njeno identifikacijo s samo stolnico. Umetnostni zgodovinarji v 19. stoletju so menili, da je bilo delo izvedeno že v Van Eyckovi karieri, njen obseg pa pripisujejo napaki razmeroma nezrelega slikarja. Idejo, da njena velikost predstavlja njeno utelešenje kot cerkev, je prvič predlagal Erwin Panofsky leta 1941. Till-Holger Borchert pravi, da van Eyck ni naslikal Madone v cerkvi, ampak kot Cerkev.
Kasnejša Van Eyckova dela vsebujejo zelo natančne in podrobne arhitekturne podrobnosti, vendar niso zasnovana po dejanskih zgodovinskih stavbah. Verjetno si je prizadeval ustvariti idealen in popoln prostor za Marijino podobo, bolj pa se je ukvarjal z njihovim vizualnim vplivom in ne s fizičnimi možnostmi.
Za marijanske slike so značilne zapletene upodobitve fizičnega prostora in svetlobnih virov. Številna van Eyckova verska dela vsebujejo zmanjšan notranji prostor, ki je vseeno prefinjeno urejen in urejen tako, da daje občutek intimnosti, ne da bi se počutil stisnjen. Madona kanclerja Rolina je osvetljena tako iz osrednjega portika kot s stranskih oken, medtem ko talne ploščice v primerjavi z drugimi elementi kažejo, da so figure oddaljene le približno šest metrov od zaslona stolpne lože in da bi se Rolin morda moral stisniti skozi odprtino, da pride ven ven. Različni elementi stolnice v Madoni v cerkvi so tako posebej podrobni, elementi gotske in sodobne arhitekture pa tako dobro razmejeni, da so številni zgodovinarji umetnosti in arhitekture ugotovili, da je moral imeti dovolj arhitekturnega znanja, da je to lahko razlikoval. Glede na natančnost opisov so mnogi znanstveniki poskušali sliko povezati z določenimi zgradbami. Toda v vseh stavbah v Van Eyckovem delu je struktura izmišljena in verjetno idealizirana tvorba tega, kar je videl kot popoln arhitekturni prostor. To je razvidno iz številnih primerov značilnosti, ki bi bile v sodobni cerkvi malo verjetne, vključno s postavitvijo okroglega obokanega triforija nad koničasto kolonado v berlinskem delu.
Marijanska dela so močno obložena z napisi. Napis na obokanem prestolu nad Marijo v Gentskem oltarju je povzet iz odlomka iz Knjige modrosti (7,29): »Lepša je od sonca in vojske zvezd; v primerjavi s svetlobo je boljša. Ona je resnično odsev večne svetlobe in brezmadežno Božje ogledalo«. Beseda iz istega vira na robu njene halje, na okvirju Madone v cerkvi in na njeni obleki v Devici z otrokom s kanonikom van der Paelejem se glasi EST ENIM HAEC SPECIOSIOR SOLE ET SUPER OMNEM STELLARUM DISPOSITIONEM. LUCI CONPARATA INVENITUR PRIOR. Čeprav so napisi prisotni na vseh slikah van Eycka, so prevladujoči na njegovih marijanskih slikah, kjer se zdi, da opravljajo številne funkcije. Vdihujejo življenje portretom in dajejo glas tistim, ki častijo Marijo, a imajo tudi funkcionalno vlogo; glede na to, da so bila sodobna verska dela naročena za zasebno pobožnost, so bili napisi morda namenjeni branju kot zakletve ali osebne molitve. Harbison ugotavlja, da so dela Van Eycka po zasebnem naročilu nenavadno močno vpisana z molitvijo in da so te besede morda imele podobno funkcijo kot molitvene table ali bolj pravilno molitvena krila, kot je razvidno iz londonskega triptiha Devica in otrok.

### Posvetni portreti
Van Eyck je bil zelo iskan kot portretist. Naraščajoče bogastvo po severni Evropi je pomenilo, da portretiranje ni več v prid kraljev ali visoke aristokracije. Nastajajoči trgovski srednji sloj in čedalje večje zavedanje o humanističnih idejah individualne identitete je povzročilo povpraševanje po portretih.
Za portrete Van Eycka je značilna njegova manipulacija z oljno barvo in natančna pozornost do detajlov; njegova sposobnost opazovanja in težnja, da nanese sloje tankih prosojnih glazur, omogoča ustvariti intenzivnost barve in tona. Portretiranje je začel v 1430-ih in so ga zaradi naravnosti njegovih upodobitev občudovali celo do Italije. Danes mu pripisujejo devet tričetrt portretov. Njegov slog so široko sprejeli, predvsem Van der Weyden, Petrus Christus in Hans Memling.
Majhen Portret moža z modrim šaperonom iz ok. 1430 je njegov najstarejši ohranjen portret. Prikazuje številne elemente, ki naj bi postali standardni v njegovem portretnem slogu, vključno s tričetrtinskim pogledom (tip, ki ga je oživil iz antike in se je kmalu razširil po Evropi), usmerjena osvetlitev, izpopolnjeno pokrivalo in za posamezen portret, kadriranje figure znotraj nedoločenega ozkega prostora, postavljena pred ravno črno ozadje. Odlikuje ga realizem in akutno opazovanje majhnih podrobnosti videza portretiranca; moški ima svetlo brado enodnevne ali dvodnevne rasti, ki se ponavlja v zgodnjih moških portretih van Eycka, kjer je varuh pogosto bodisi neobrit, bodisi po besedah Lorna Campbella »precej neučinkovito obrit«. Campbell našteva druge van Eyckove neobrite osebe; Niccolò Albergati (1431), Jodocus Vijdt (1432), Jan van Eyck? (1433), Joris van der Paele (ok. 1434–1436), Nicolas Rolin (1435) in Jan de Leeuw (1436).
Opombe, narejene na hrbtni strani njegove papirnate študije za Portret kardinala Niccolòja Albergatija, omogočajo vpogled v Eyckov pristop k drobnemu odstranjevanju obrazov njegovega portretiranca. O podrobnostih o rasti brade je zapisal: »die stoppelen vanden barde wal grijsachtig"« (strnišče brade je grizlo). Pri drugih vidikih poskusov posnetka starčevega obraza je opazil: »šarenica očesa, blizu zadnjega dela zenice, rjavkasto rumena. Na obrisih poleg bele, modrikaste ... bela tudi rumenkasta. ..« 
Portret Léal Souvenir iz leta 1432 nadaljuje z upoštevanjem realizma in akutnega opazovanja majhnih podrobnosti videza portretiranca. Vendar je s svojimi kasnejšimi deli osebo postavil na večjo razdaljo, pozornost do detajlov pa je manj izrazita. Opisi so manj forenzični, bolj pregledni, medtem ko so oblike širše in bolj ploske. Tudi v njegovih zgodnjih delih opisi modela niso zvesta reprodukcija; deli obraza ali oblike portretiranca so bili spremenjeni, da bi predstavljali boljšo kompozicijo ali ustrezali idealu. Pogosto je spreminjal sorazmerna razmerja glave in telesa svojih modelov, da se je osredotočil na elemente njihovih lastnosti, ki so ga zanimale. To ga je pripeljalo do izkrivljanja resničnosti na nekaterih slikah; na portretu svoje žene je spremenil kot njenega nosu in ji dal modno visoko čelo, ki ga narava ni poznala.
Kamniti parapet na dnu platna Léal Souvenir je naslikan, kot da bi simuliral označen ali brazgotinasti kamen in vsebuje tri ločene sloje napisov, ki so vsak narejen na iluzionističen način, kar daje vtis, da so izklesani v kamen. Vvan Eyck je napise pogosto nastavljal tako, kot da so portretirančev glas, tako da »se zdi, da govori«. Primeri vključujejo Portret Jana de Leeuwa, ki se glasi ... Jan de [Leeuw], ki je prvič odprl oči na praznik sv. Uršule [21. oktober], 1401. Zdaj me je naslikal Jan van Eyck, vidite, kdaj je začel. 1436. V Portret Margarete van Eyck iz leta 1439 je napis moj mož Johannes me je naslikal v letu 1439 17. junija pri 33 letih. Kot lahko.
Roke igrajo poseben pomen v van Eyckovi sliki. Na njegovih zgodnjih portretih so portretirance pogosto prikazani s predmeti, ki kažejo na njihov poklic. Moški v Léal Souvenir je bil morda pravni strokovnjak, saj ima zvitek, ki spominja na pravni dokument.
Portret Arnolfinijev iz leta 1432 je napolnjen z iluzionizmom in simboliko, prav tako pa tudi z Madona kanclerja Rolina iz leta 1435, ki je bila zadolžena za prikaz Rolinove moči, vpliva in pobožnosti.

## Slog

### Ikonografija
Van Eyck je vključeval najrazličnejše ikonografske elemente in pogosto posredoval tisto, kar je videl kot soobstoj duhovnega in materialnega sveta. Ikonografija je bila v delo vpeta nevsiljivo; običajno so reference vsebovale majhne, a ključne podrobnosti v ozadju. Njegova uporaba simbolike in svetopisemskih referenc je značilna za njegovo delo, ravnanje z versko ikonografijo, katerega pionir je bil, njegove inovacije so prevzeli in razvili van der Weyden, Memling in Christus. Vsak je uporabil bogate in zapletene ikonografske elemente, da bi ustvaril večji občutek sodobnih prepričanj in duhovnih idealov.
Craig Harbison opisuje mešanje realizma in simbolike kot morda »najpomembnejši vidik zgodnje flamske umetnosti«. Vgrajeni simboli naj bi se stopili v prizore in »so bili namerna strategija za ustvarjanje izkušnje duhovnega razodetja«. Zlasti religiozne slike Van Eycka »gledalcu vedno predstavljajo spremenjen pogled na vidno resničnost«. Zanj je vsak dan harmonično prežet s simboliko, tako da so bili po Harbisonu »opisni podatki preurejeni ... tako, da niso ponazorili zemeljskega obstoja, ampak tisto, kar je menil za nadnaravno resnico«. Ta mešanica zemeljskega in nebeškega dokazuje van Eyckovo prepričanje, da je »bistveno resnico krščanskega nauka« mogoče najti v »zakonski zvezi sekularnega in svetega sveta, resničnosti in simbola«. Upodablja prevelike Madone, katerih nerealna velikost kaže na ločenost med nebeškimi in zemeljskimi, vendar jih je postavil v vsakdanje okolje, kot so cerkve, domače sobe ali sedeče pri dvornih uradnikih.
So pa zemeljske cerkve močno okrašene z nebeškimi simboli. Nebeški prestol je jasno zastopan v nekaterih domačih sobah (na primer v Lucca Madoni). Težje jih je razbrati predmetov na sliki, kot je Madona kanclerja Rolina, kjer je lokacija spoj zemeljskega in nebeškega. [66] Ikonografija Van Eycka je pogosto tako gosto in zapleteno naložena, da si je treba delo večkrat ogledati, še preden je očiten tudi najbolj očiten pomen elementa. Simboli so bili pogosto prefinjeno vtkani v slike, tako da so postali očitni šele po natančnem in večkratnem ogledu, medtem ko velik del ikonografije odraža idejo, da po Johnu Wardu obstaja »obljubljeni prehod iz greha in smrti v zveličanje in ponovno rojstvo«.

### Podpis
Van Eyck je bil edini nizozemski slikar iz 15. stoletja, ki je podpisoval svoja platna. Njegovo geslo je vedno vsebovalo različice besed ALS ICH KAN (ali različico) – 'Kot zmorem' ali 'Kar najbolje znam', ki tvori besedno igro na njegovo ime. Aspirirani ICH namesto brabantskega IK izhaja iz njegovega rodnega Limburgishha. Podpis je včasih napisan z grškimi črkami, kot je AAE IXH XAN. Beseda Kan izhaja iz srednje nizozemske besede kunnen, povezane z nizozemsko besedo kunst ali z nemško Kunst ('umetnost').
Besede so lahko povezane z vrsto formule skromnosti, ki jo včasih vidimo v srednjeveški literaturi, kjer pisec svoje delo uvede z opravičilom zaradi pomanjkanja popolnosti, čeprav je glede na tipično razkošje podpisov in gestov morda zgolj igriva referenca. Njegov moto je v resnici včasih posnet na način, ki posnema Kristusov monogram IHC XPC, na primer v njegovem Podoba Kristusa iz ok. 1440. Poleg tega, ker je podpis pogosto različica Jaz Jan van Eyck sem bil tukaj, ga lahko razumemo kot, morda nekoliko arogantno, trditev o zvestobi in zanesljivosti zapisa ter kakovosti dela (Als Ich kan).
Navada podpisovanja njegovega dela je zagotovila, da je njegov ugled preživel, pripisovanje pa ni bilo tako težko in negotovo kot pri drugih umetnikih prve generacije staronizozemske šole. Podpisi so običajno izpolnjeni z okrasno pisavo, pogosto take vrste, ki je rezervirana za pravne dokumente, kot je razvidno iz Léal Souvenir in Portret Arnolfinijev , slednji pa je podpisan z naslovom Johannes de eyck fuit hic 1434 (Jan van Eyck je bil tukaj 1434), način zapisa njegove prisotnosti.

### Napis
Številne slike van Eycka so močno napisane z grškimi, latinskimi črkami ali ljudsko nizozemščino. Campbell v številnih primerih vidi »določeno skladnost, ki kaže na to, da jih je sam naslikal«, namesto da bi bili poznejši dodatki. Zdi se, da črke služijo različnim funkcijam, odvisno od vrste dela, na katerem se pojavijo. V njegovih enostranskih portretnih panelih dajejo glas portretirancu, predvsem v Portretu Margarete van Eyck. Nasprotno pa napisi na njegovih javnih, formalnih verskih naročilih pišejo z vidika pokrovitelja in tam poudarjajo njegovo pobožnost, dobrodelnost in predanost svetniku, s katerim je prikazan. To je razvidno iz njegove Device z otrokom s kanonikom van der Paelejem. Napis na spodnjem imitacijskem okvirju se nanaša na donacijo: »Jorisu van der Paeleju, kanoniku te cerkve, je to delo dal slikar Jan van Eyck. tukaj je ustanovil dve kaplaniji v Gospodovem zboru. 1434. Dokončal pa ga je šele leta 1436«.

### Okvirji
Izjemno za tisti časa je van Eyck pogosto podpisoval in datiral svoje okvirje, nato je veljal za sestavni del dela - oba sta bila pogosto poslikana skupaj, medtem ko je okvir izdelal mojster, ločeno od mojstrove delavnice, njihovo delo je bilo pogosto enako spretno kot slikarsko.
Oblikoval in naslikal je okvirje za svoje enojne portrete, ki so videti kot imitacija kamna, s podpisom ali drugimi napisi pa daje vtis, da so bili vtisnjeni v kamen. Okviri služijo drugim iluzionističnim namenom; v Portretu Isabelle Portugalske njene oči gledajo sramežljivo, vendar neposredno iz slike, ko nasloni roke na rob parapeta iz umetnega kamna. S to gesto Isabella širi svojo prisotnost iz slikovnega prostora v gledalčevega.
Veliko originalnih okvirjev je izgubljenih in jih poznamo le s pomočjo kopij ali evidenc inventarja. Londonski Portret moža je bil verjetno polovica dvojnega portreta ali par; zadnji zapis prvotnih okvirjev je vseboval veliko napisov, vendar niso bili vsi izvirni; pozneje so umetniki okvirje pogosto prebarvali. Portret Jana de Leeuwa ima tudi svoj prvotni okvir, ki je pobarvan, da izgleda kot bron.
Številni njegovi okvirji so močno popisani, kar ima dvojni namen. So dekorativni, vendar imajo tudi funkcijo določanja konteksta za pomen podob, podobno kot funkcija robov v srednjeveških rokopisih. Kosi, kot je Dresdenski triptih, so bili običajno naročeni za zasebno pobožnost, van Eyck pa bi pričakoval, da bo gledalec soglasno razmišljal o besedilu in slikah. Notranji paneli majhnega Dresdenskega triptiha iz leta 1437 so poslikani z dvema slojema bronastih okvirjev, popisanih z večinoma latinskimi črkami. Besedila so črpana iz različnih virov, v osrednjih okvirih iz svetopisemskih opisov vnebovzetja, medtem ko so notranja krila obložena z drobci molitev, posvečenih svetnikom Mihaelu in Katarini.

## Delavnica, nedokončana ali izgubljena dela
Člani njegove delavnice so dela po njegovih načrtih zaključevali v letih po njegovi smrti poleti 1441. To ni bilo nič nenavadnega; vdova gospodarja je po njegovi smrti pogosto opravljala posle. Obstaja mnenje, da ga je po letu 1441 prevzela njegova žena Margaret ali brat Lambert. Takšna dela so Ince Hall Madona, Sv. Hieronim v svojem studiu, Madona Jana Vosa (ali Devica z otrokom, sv. Barbaro in Elizabeto) okoli. leta 1443 in druge. Številni modeli so reproducirali drugo generacijo nizozemskih umetnikov prvega ranga, vključno s Petrusom Christusom, ki je naslikal različico Exeter Madonne.
Člani njegove delavnice so po njegovi smrti končali tudi nepopolne slike. Zgornji deli desne table diptiha Križanje in Poslednja sodba na splošno veljajo za delo šibkejšega slikarja z manj individualnim slogom. Obstaja mnenje, da je van Eyck umrl, pri čemer je tabla ostala nedokončana, vendar z dokončanimi podrisbami, zgornji del pa so zaključili člani delavnice ali sledilci.
Obstajajo tri dela, ki so mu samozavestno pripisana, vendar znana le iz kopij. Portret Isabelle  Portugalske sega v njegov obisk na Portugalskem leta 1428, da bi Filip sklenil predhodni poročni sporazum s hčerko Janeza I. Portugalskega. Iz ohranjenih kopij je mogoče razbrati, da sta bila poleg resničnega hrastovega ogrodja še dva 'naslikana' okvirja, od katerih je bil eden na vrhu natisnjen z gotskim napisom, parapet iz umetnega kamna pa je podpiral njene roke pri počitku.
Dve ohranjeni kopiji njegove Ženska pri umivanju (van Eyck)|Ženske kopalke]] sta bili narejeni v 60 letih po njegovi smrti, vendar je znana predvsem po pojavnosti na prostrani sliki Willema van Haechta iz leta 1628, Galerija Cornelis van der Geest, pogled na zbirateljsko galerijo, ki vsebuje številne druge prepoznavne stare mojstre. Žensk pri umivanju ima veliko podobnosti z Portretom Arnolfinijev, med drugim notranjost s posteljo in majhnim psom, ogledalo in njegov odsev, predalnik in cokle na tleh; širše podobni so obleka spremljevalke, obris njene postave in kot, iz katerega je obrnjena.

## Ugled in zapuščina
Prvi pomemben vir za delo van Eycka je biografija iz leta 1454 genovskega humanista Bartolomea Facia De Viris illustribus v kateri je Jan van Eyck imenovan kot »vodilni slikar« svojega časa. Facio ga uvršča med najboljše umetnike zgodnjega 15. stoletja kot so še: Rogier van der Weyden, Gentile da Fabriano in Pisanello. Facio kaže veliko navdušenje nad nizozemskim slikarjem. Njegovo besedilo osvetljuje vidike sedaj nekaterih izgubljenih del Jana van Eycka. Facio je zapisal, da je bil van Eyck učen človek in da je bil seznanjen s klasiki, zlasti z delom Plinija starejšega. To je potrjeno z zapisom o napisu iz Ovida na Ars Amatoria, na izgubljenem izvirnem okvirju za portret Arnolfinijev in s številnimi latinskimi napisi Van Eycka na drugih slikah. Jan van Eyck se je verjetno naučil latinsko na svojih številnih misijah v tujini.
Med njegove mojstrovine štejemo še: Devica in otrok s kanonikom van der Paelejem (1436, Musee Communal des Beaux-Arts, Bruges), Portret Arnolfinijev (1434, Narodna galerija, London) in Devica Marija z detetom med svetniki (1437, Galerija slik starih mojstrov, Dresden).